# Martin Marquez
Martin Marquez (n. 8 de octubre de 1963) es un actor británico, conocido sobre todo por haber interpretado a Gino Primirola, el encargado del bar, en la serie de televisión británica Hotel Babylon. Además, interpretó a Danny Pearce en The Bill entre 1993 y 1995, y a Neil en la telenovela EastEnders en 2002, y ha interpretado en Doc Martin, The Catherine Tate Show, Murder Most Horrid, y Plastic Man.

## Biografía
Marquez nació y creció en Coventry. Su padre era español. 
Su hija es Ramona Marquez, quien interpreta a Karen en la serie Outnumbered.